# Bruce MacDonald
Donald Bruce MacDonald (Penticton, 2 de julio de 1960) es un deportista canadiense que compitió en vela en la clase Star. Su hermano Ross también compitió en vela.
Ganó una medalla de bronce en el Campeonato Mundial de Star de 1989. Participó en los Juegos Olímpicos de Seúl 1988, ocupando el sexto lugar en la clase Star.

## Palmarés internacional
| \| Campeonato Mundial \| Campeonato Mundial \| Campeonato Mundial \| Campeonato Mundial \| \| Año \| Lugar \| Medalla \| Clase \| \| ------------------ \| -------------------- \| ------------------ \| ------------------ \| \| 1989 \| Porto Cervo (Italia) \| Medalla de bronce \| Star \| |                      |                   |       |
| Campeonato Mundial |                      |                   |       |
| Año | Lugar                | Medalla           | Clase |
| 1989 | Porto Cervo (Italia) | Medalla de bronce | Star  |